# Aéroport international Presidente Carlos Ibáñez del Campo
L'aéroport international Presidente Carlos Ibáñez del Campo (en espagnol : aeropuerto internacional Presidente Carlos Ibáñez del Campo) (code IATA : PUQ • code OACI : SCCI)) est un aéroport qui se trouve à 20 km au nord de la ville de Punta Arenas, la capitale de la région de Magallanes et de l'Antarctique chilien, à l'extrémité sud du Chili. C'est un aéroport civil (Direccion General de Aeronautico Civil) et militaire (Fuerza Aérea de Chile).
La piste principale a été construite en 1958. Le terminal, construit entre 2000 et 2002, se compose de deux niveaux pour une surface de 5 900 m2. L'ensemble des édifices a une surface de 8 000 m2.
En 2008, l'aéroport a accueilli 500 000 passagers. En raison du potentiel touristique et des investissements de l'état chilien, il est prévu 1 million de passagers en 2017.

## Infrastructures
- Parkings
- 3 portes d'embarquement
- 2 tapis roulants pour bagages

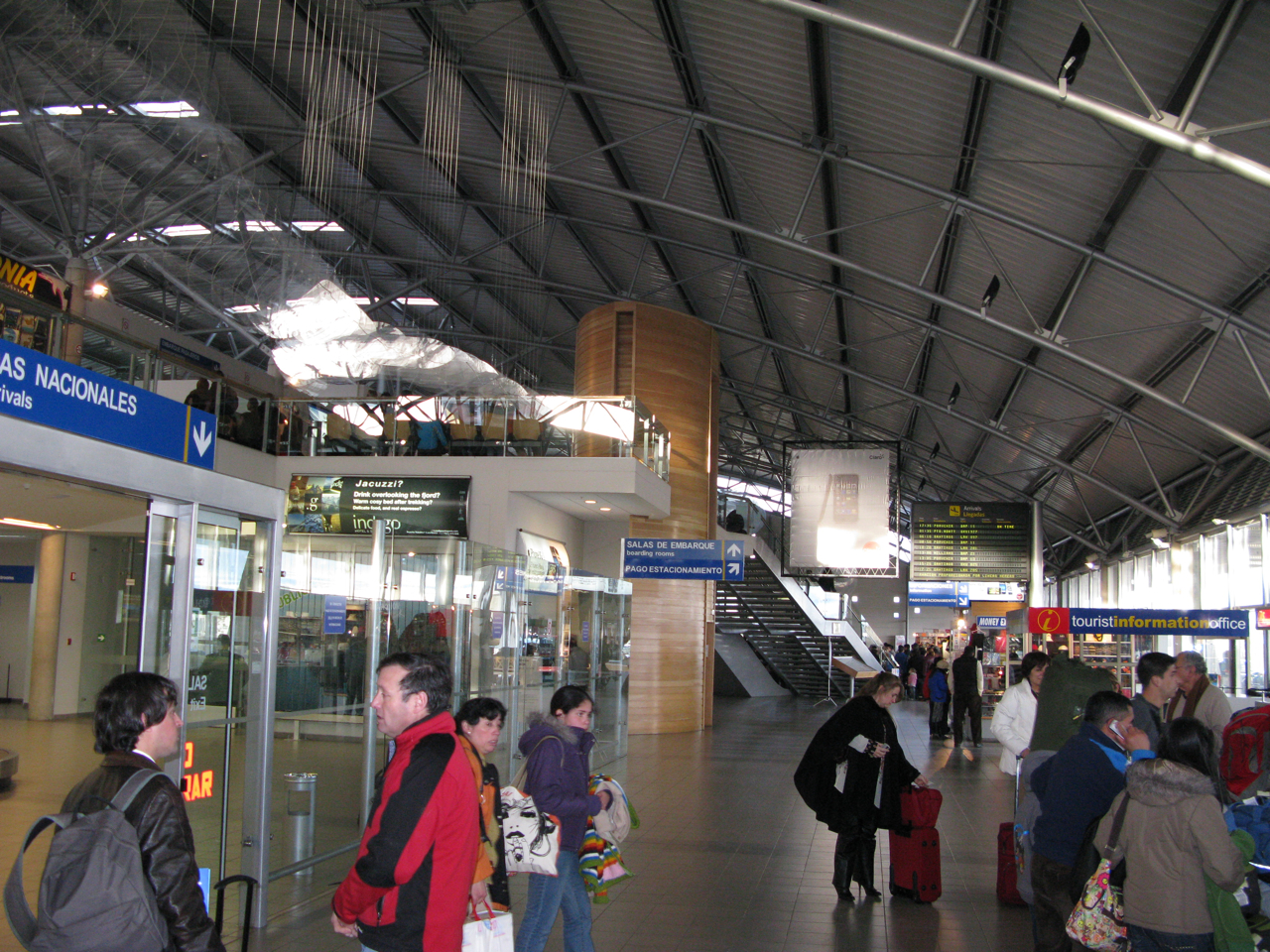
Vue intérieure de l'aéroport (Arrivées)

- 11 banques d'enregistrement (second étage)
- Bureau de change
- Magasins
- 1 restaurant
- 1 cybercafé

## Situation

### Carte des aéroports du Chili
| \| 100 km1:8 652 000 \| Porvenir El Salvador La Serena Mocopulli Valdivia Pucón Puerto Montt Puerto Williams Antofagasta Arica El Loa Iquique Osorno Balmaceda Araucanie Désert de l'Atacama Santiago Concepcion Île de Pâques Punta Arenas |
| 100 km1:8 652 000 |

## Compagnies et destinations
| Compagnies   | Destinations |
| ------------ | --- |
| Aerovías DAP | Balmaceda, El Calafate, Porvenir, Teniente Julio Gallardo (en), Guardia Marina Zañartu, Ushuaïa                                                                               |
| JetSmart     | Puerto Montt (El Tepual), Santiago du Chili-A.-M.-Benítez |
| LATAM Chile  | Concepcion-Carriel Sur, Mount Pleasant, Puerto Montt (El Tepual), Rio Gallegos-N. Fernández, Santiago du Chili-A.-M.-Benítez En saison: Teniente Julio Gallardo (en), Ushuaïa |
| Sky Airline  | Puerto Montt (El Tepual), Santiago du Chili-A.-M.-Benítez |

Édité le 07/04/2018

## Accès
L'accès à l'aéroport se fait en auto, en mini-bus ou en taxi depuis l'unique route no 9. Il n'existe pas de transports en commun. Il est possible de s'y faire déposer en bus des principales liaisons (Puerto Natales, Rio Gallegos, Ushuaïa).

## Sources
- World Aero Data
- PUQ Airport